# Sympycnus longinervis
Sympycnus longinervis är en tvåvingeart som beskrevs av Van Duzee 1932. Sympycnus longinervis ingår i släktet Sympycnus och familjen styltflugor. Inga underarter finns listade i Catalogue of Life.